# La Chapelle-Orthemale
La Chapelle-Orthemale är en kommun i departementet Indre i regionen Centre-Val de Loire i de centrala delarna av Frankrike. Kommunen ligger i kantonen Buzançais som tillhör arrondissementet Châteauroux. År 2022 hade La Chapelle-Orthemale 100 invånare.

## Befolkningsutveckling
Antalet invånare i kommunen La Chapelle-Orthemale
Referens:INSEE